# Atletismo nos Jogos Pan-Americanos de 1999 - 400 m masculino
As provas dos 400 m rasos masculino nos Jogos Pan-Americanos de 1999 foram realizadas em 24 e 25 de julho de 1999. 

## Medalhistas
| Ouro                      | Prata                           | Bronze                        |
| Greg Haughton JAM Jamaica | Danny McCray USA Estados Unidos | Alejandro Cárdenas MEX México |

## Resultados

### Eliminatórias
Classificação: Os dois primeiros de cada bateria (Q) e os dois próximos mais rápidos (q) classificaram à final.
| Posição | Eliminatória | Nome                      | Nacionalidade                | Tempo | Notas |
| ------- | ------------ | ------------------------- | ---------------------------- | ----- | ----- |
| 1       | 2            | Sanderlei Parrela         | BRA Brasil                   | 44.70 | Q     |
| 2       | 2            | Alejandro Cárdenas        | MEX México                   | 44.98 | Q     |
| 3       | 1            | Greg Haughton             | JAM Jamaica                  | 44.99 | Q     |
| 4       | 3            | Danny McCray              | USA Estados Unidos           | 45.53 | Q     |
| 5       | 3            | Anderson Jorge dos Santos | BRA Brasil                   | 45.54 | Q     |
| 6       | 2            | Neil de Silva             | TRI Trinidad e Tobago        | 45.55 | q     |
| 7       | 3            | Troy McIntosh             | BAH Bahamas                  | 45.69 | q     |
| 8       | 2            | Danny McFarlane           | JAM Jamaica                  | 45.71 |       |
| 9       | 2            | Deon Minor                | USA Estados Unidos           | 45.81 |       |
| 10      | 2            | Shane Niemi               | CAN Canadá                   | 45.81 |       |
| 11      | 1            | Avard Moncur              | BAH Bahamas                  | 45.97 | Q     |
| 12      | 1            | Mariano Mesa              | CUB Cuba                     | 46.15 |       |
| 13      | 3            | Carlos Santa              | DOM República Dominicana     | 46.26 |       |
| 14      | 1            | Alleyne Francique         | GRN Granada                  | 46.46 |       |
| 15      | 2            | José Peralta              | DOM República Dominicana     | 46.52 |       |
| 16      | 1            | Juan Pedro Toledo         | MEX México                   | 46.80 |       |
| 17      | 3            | Edel Hevia                | CUB Cuba                     | 46.81 |       |
| 18      | 3            | Kenmore Hughes            | ANT Antígua e Barbuda        | 46.94 |       |
| 19      | 3            | Thomas Dickson            | VIN São Vicente e Granadinas | 48.28 |       |

### Final
| Posição          | Nome                      | Nacionalidade         | Tempo | Notas |
| ---------------- | ------------------------- | --------------------- | ----- | ----- |
| Medalha de ouro  | Greg Haughton             | JAM Jamaica           | 44.59 |       |
| Medalha de prata | Danny McCray              | USA Estados Unidos    | 44.83 |       |
| 3                | Alejandro Cárdenas        | MEX México            | 44.92 |       |
| 4                | Sanderlei Parrela         | BRA Brasil            | 44.93 |       |
| 5                | Neil de Silva             | TRI Trinidad e Tobago | 45.42 |       |
| 6                | Troy McIntosh             | BAH Bahamas           | 45.60 |       |
| 7                | Anderson Jorge dos Santos | BRA Brasil            | 45.77 |       |
| 8                | Avard Moncur              | BAH Bahamas           | 45.60 |       |